# Wakaliwood
Wakaliwood, também conhecido como Ramon Film Productions, é um estúdio de filmes com sede em Wakaliga, uma favela na capital de Uganda, Kampala. Seu fundador e diretor é Isaac Godfrey Geoffrey Nabwana, conhecido como Nabwana IGG, que tem sido chamado de Tarantino de Uganda, após a violência gratuita em seus filmes. 
Wakaliwood é mais conhecido por seu orçamento ultrabaixo (estimado em cerca de US $ 200) em filmes de ação, como Who Killed Captain Alex?, Bad Black, Tebaatusasula e o próximo filme crowdsourced Tebaatusasula: Ebola.

## História
Isaac Nabwana passou a infância durante o regime brutal de Idi Amin nos anos 1970. Enquanto o resto de Uganda foi atingido pela violência e limpeza étnica, as terras agrícolas que o avô de Nabwana possuía eram relativamente pacíficas. Suas inspirações para o cinema vieram de reprises de Hawaii Five-O e Logan's Run, bem como seu amor por filmes de ação de Hollywood e filmes de artes marciais de sua infância. Como ele nunca tinha estado em um teatro, ele confiou principalmente nas descrições de seus irmãos e amigos de filmes que acabaram de ser lançados nos cinemas. Em 2005, depois de fazer um curso de informática sobre edição de vídeo e assistir a tutoriais em vídeo sobre cinema, Nabwana fundou a Ramon Film Productions, batizando-a em homenagem a suas avós, Rachael e Monica.
Alan Hofmanis, um diretor de festival de cinema que mora na cidade de Nova York, viajou para Uganda depois que um amigo que trabalhava em uma ONG mostrou a ele um trailer de Who Killed Captain Alex? no YouTube. Depois de conhecer Nabwana e produzir um documentário sobre Ramon Film Productions, Hofmanis mudou-se para Uganda para ajudar a promover o cinema Wakaliwood em todo o mundo. Ele também teve um papel de protagonista no filme Bad Black de 2016 de Nabwana e foi chamado de "a primeira estrela Mzungu de cinema de ação de Uganda".
O estúdio faz adereços e recortes com peças improvisadas, que os comentaristas compararam aos primeiros dias de Hollywood. Entre os adereços do estúdio está um quadro de helicóptero em tamanho real que se tornou um grampo em todos os filmes de Wakaliwood. Nabwana grava e edita seus filmes usando computadores antigos que ele monta. Abortos e sangue teatral, usados para simular tiros sangrentos, são feitos de preservativos cheios de corante alimentar vermelho e amarrados a linhas de pesca antes de serem colados no peito dos atores. Nabwana já havia usado sangue de vaca, mas foi forçado a interromper seu uso depois que um de seus atores desenvolveu brucelose.
Após a conclusão do filme, os atores vendem cópias de DVD de porta em porta em uma janela de tempo de uma semana para garantir que eles ganhem dinheiro antes que o filme seja falsificado.
Em Uganda, o público vai para salas de vídeo onde VJs narram sobre um filme, traduzindo o diálogo e adicionando seus próprios comentários - fazendo filmes de baixo orçamento com comentários de VJ como filmes cult.
Em 2 de março de 2015, Wakaliwood montou uma campanha Kickstarter para arrecadar US $160 para o filme Tebaatusasula: Ebola. O estúdio conseguiu receber mais de US $ 13.000 de 374 patrocinadores até 1º de abril. Tebaatusasula: O Ebola é a sequência direta de Who Killed Captain Alex? e um remake do filme Tebaatusasula de 2010, que foi perdido depois que uma grande oscilação de energia destruiu o disco rígido que continha o filme. Em setembro daquele ano, a equipe de Wakaliwood compareceu ao Nyege Nyege Festival em Jinja e passou dois dias filmando Attack on Nyege Nyege com os participantes do festival como figurantes.
Bad Black foi um dos favoritos da crítica e do público no Seattle International Film Festival em 2017. O filme ganhou uma apresentação pelo encore no último dia do festival, totalizando quatro exibições. A sessão de perguntas e respostas do público em Seattle com o diretor foi no Skype. Em 2020, Wakaliwood colaborou com a banda alemã de death metal melódico Heaven Shall Burn para dirigir o videoclipe de "Eradicate", de seu álbum Of Truth and Sacrifice.

## Filmografia
- Valentine: Satanic Day (2010)
- Tebaatusasula (2010, filme perdido)
- Who Killed Captain Alex? (2010)
- The Return of Uncle Benon (2011)
- Rescue Team (2011)
- Bukunja Tekunja Mitti: The Cannibals (2012)
- Black: The Most C.I.D. Wanted (2012)
- The Crazy World: A Waka Starz Movie (2014)
- Bukunja Tekunja Mitti: The Cannibals (2015)
- The Revenge (2015)
- Attack on Nyege Nyege Island (2016)
- Bad Black (2016)
- Once a Soja (Agubiri The Gateman) (2017)
- The Ivory Trap (2017)
- Kapitano (2018)
- Crazy World (2019)
- Heaven Shall Burn - "Eradicate" (2020)
- Operation Kakongoliro! The Ugandan Expendables (em breve)
- Eaten Alive in Uganda (em breve)
- Tebaatusasula: Ebola (em breve)
- Revenge 2 (em breve)
- Plan 9 From Uganda (em produção)
- Benon (data desconhecida)
- Ejjini Kyaalo (data desconhecida)
- Ejjini Lye Ntwetwe (data desconhecida)
- Juba: The Snake Girl (data desconhecida)
- Night Dancers: Fueled by Meat, Driven by Blood (data desconhecida)